# Orillo

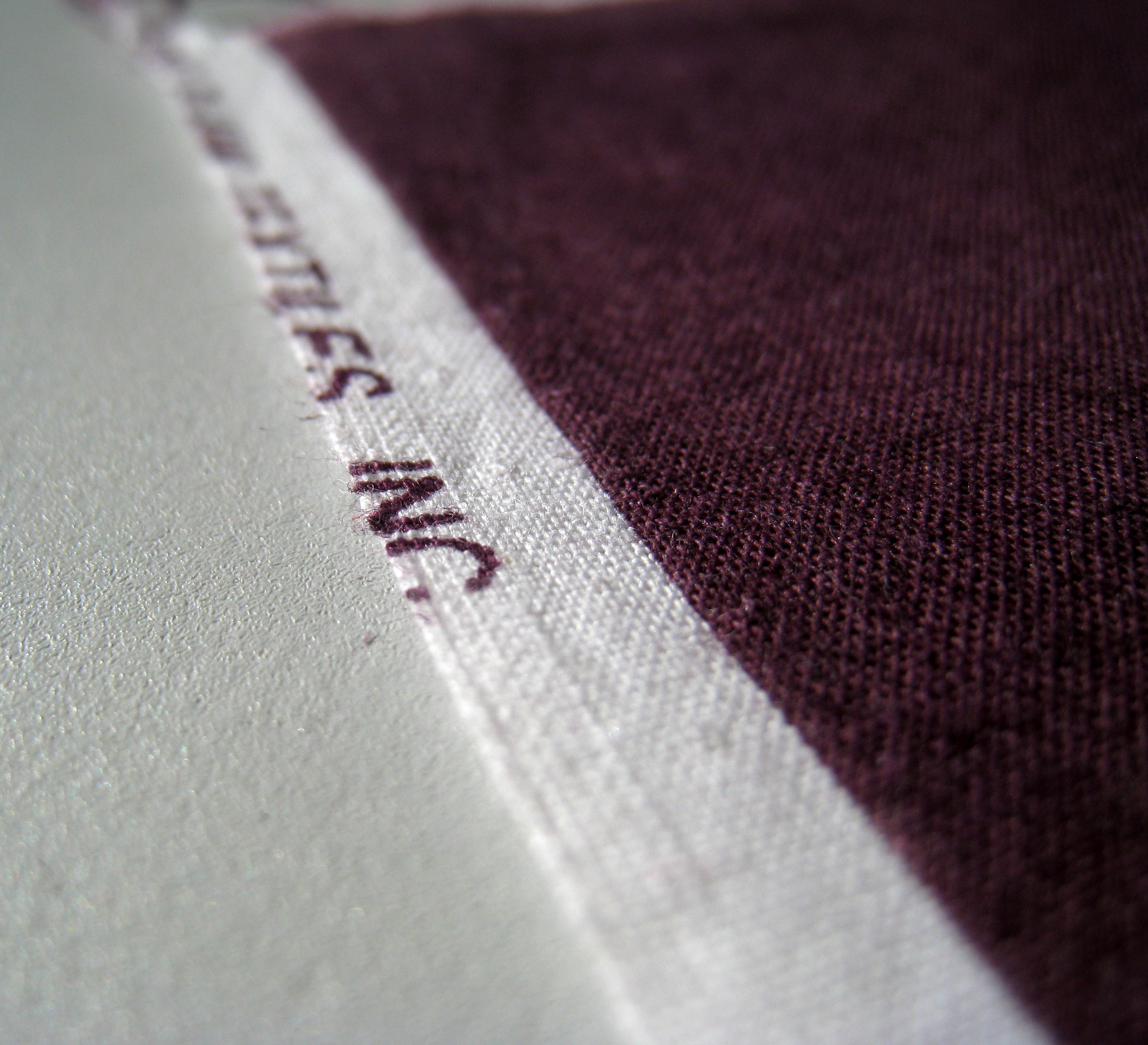
Orillo de un tejido estampado en negro que muestra información del fabricante.

El orillo (en inglés, selvedge o selvage) es el remate natural de una pieza de tela o de tejido de punto. El orillo evita que el tejido se deshilache. Tradicionalmente, el término «orillo» se aplica solamente a los tisajes o telas pero actualmente se puede aplicar también a los tejidos de punto hechos a mano.
En tejido procedente de tejeduría es el borde paralelo a la urdimbre que se produce al dar la vuelta un hilo de trama al final de una línea durante el proceso de fabricación de los tejidos. En tejidos de punto el orillo es el borde lateral, sin terminar, que no es ni el principio, ni el remate de la pieza.

## En tejidos detelaro tejeduría

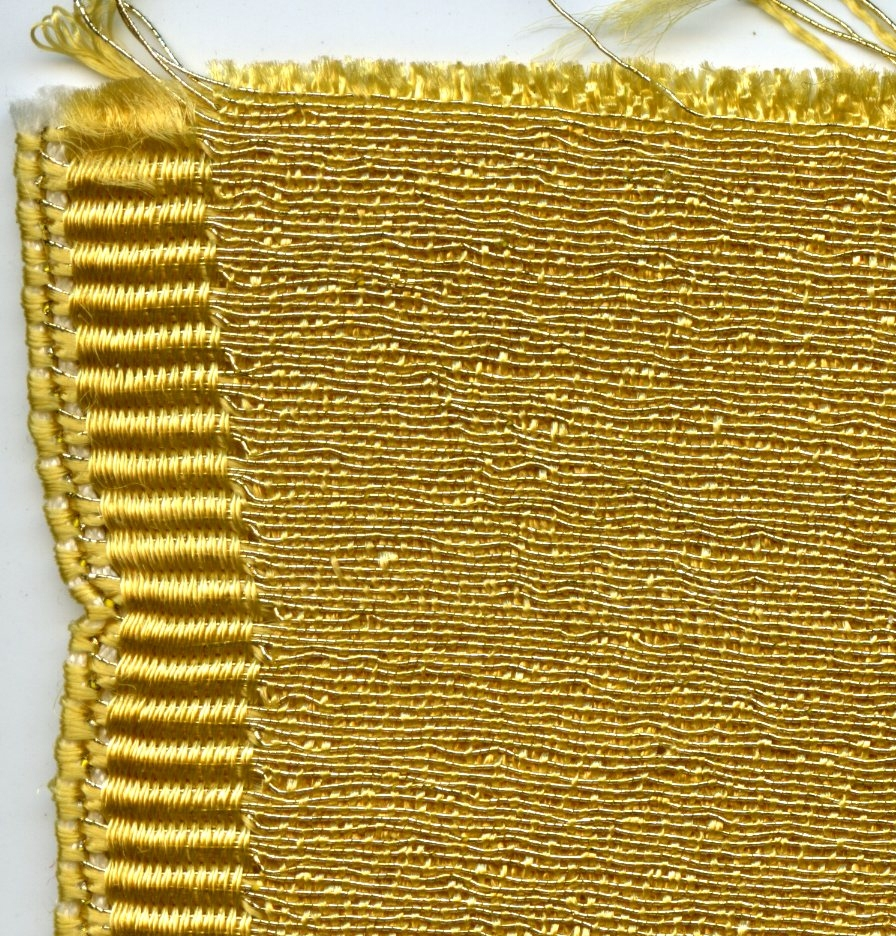
Tejido con hilos de oro, por el anverso. Se puede apreciar el hilo blanco para reforzar el orillo.

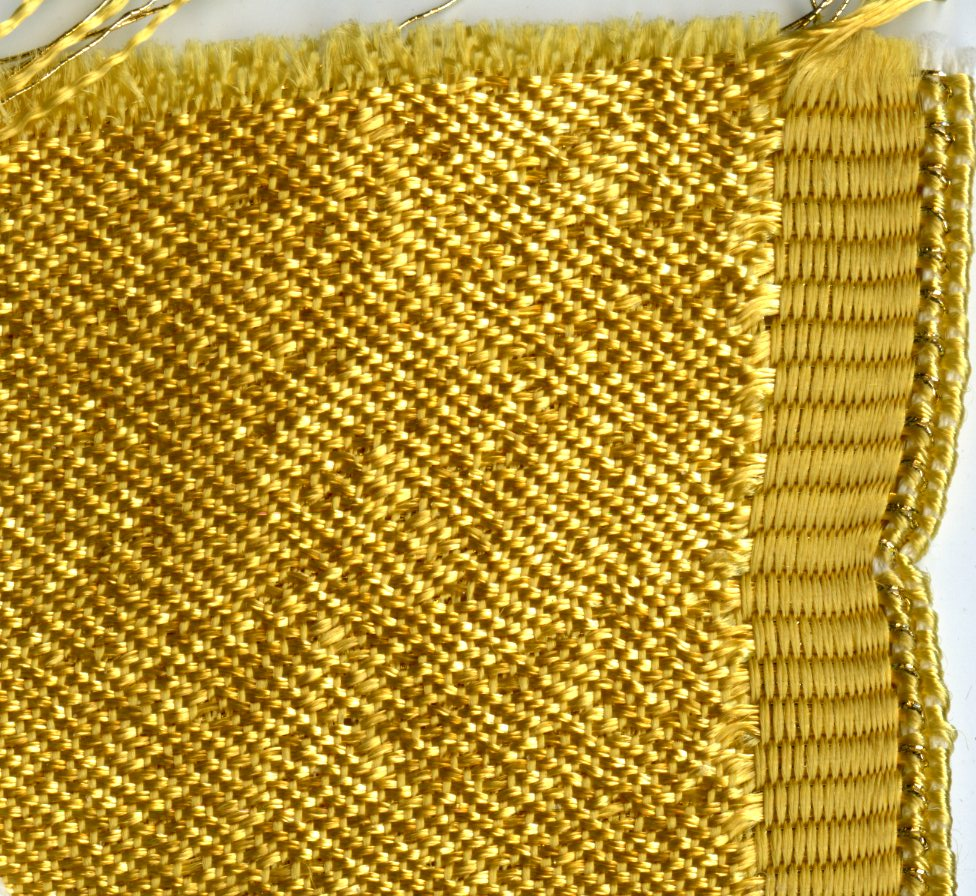
Mismo tejido donde se aprecia el ligamento sarga, por el reverso.

Los hilos que corren a lo largo de la tela (longitudinalmente) son la urdimbre; los hilos que recorren de lado a lado el telar, entrecruzándose con la urdimbre, son la trama. Los orillos se forman en los dos bordes laterales, según emerge la tela del telar, durante el proceso de tejido.
El tipo de tejido utilizado para construir el orillo puede ser el mismo o diferente del utilizado para la tela. La mayoría de los orillos son estrechos, pero algunos pueden ser tan amplios como 2 cm. Los fabricantes de telas aprovechan el orillo para identificarse o proporcionar información sobre la composición del tejido.
En el ámbito del corte y confección el orillo se desecha. Los orillos están «rematados» y no se deshilachan ya que los hilos de la trama vuelven sobre sí mismos y se enlazan por debajo y por encima de la urdimbre.

### El orillo detelarmanual vs industrial
Los telares industriales imitan a los manuales existen pequeñas diferencias en los orillos de las telas tejidas en telar manual o telar industrial. El orillo de los telares industriales suele ser más grueso que el propio tejido y puede tener un hilo como refuerzo en el lomo.
El orillo de una tela tejida en un telar con lanzadera, propio de los telares manuales, está formado por la vuelta que da el hilo de la trama al final de cada pasada (o cada dos pasadas). Es necesario para evitar el deshilachado y proteger la tela durante el proceso de tejido y los posteriores (es decir, apresto, teñido y lavado); idealmente no debería restar valor a la tela acabada a través de ondas, ondulación o contracciones.
El orillo de los tejidos manualmente tienen generalmente el mismo espesor que el resto de la tela; el tipo de tejido o «ligamento» puede o no ser el mismo que en el resto del tejido. Cuando el tipo de tejido es diferente, el orillo suele realizarse en ligamento tafetán.
El orillo de los tejidos industriales puede ser más grueso que el resto de la tela; los hilos de trama principales se refuerzan con otro más tenso para evitar que se deshilache. Sencillamente, los hilos de la trama "terminan" los bordes izquierdo y derecho de la tela a medida que sale del telar, con el omnipresente ligamento tafetán. Los orillos industriales a menudo tienen pequeños agujeros todo a lo largo en la parte gruesa; también puede tener algunos flecos.
El tipo de orillo depende de la técnica o el telar utilizado. Un telar de agua o de chorro de aire crea un orillo con flecos del mismo peso que el resto de la tela, ya que el hilo de la trama se expele por una boquilla, que envía los hilos de trama a través de la «calada» (o abertura) con un chorro de agua. El orillo se consigue gracias a un cortador de calor que recorta el hilo en ambos extremos cerca del borde de la tela y luego lo golpea. Así se crea un orillo firme con el mismo grosor que el resto de la tela.

### Usos del orillo
Lo más frecuente es que el orillo no se utilice y se deseche, ya que puede tener un tipo de tejido diferente, puede carecer de pelo o de estampado presentes en el resto de la tela; además, los tejidos industriales suelen tener el orillo más grueso que el resto de la tela, y reacciona de manera diferente: puede encogerse o rizarse durante el lavado y hacer que el resto de la prenda quede fruncida también. Esto obliga a cortar el orillo y hacer un sobrehilado o un dobladillo.
Los orillos gruesos son más difíciles de coser. Las modistas y  sastres de alta costura eliminan el orillo justo después de lavar la tela y justo antes de cortar la prenda, de acuerdo con los patrones, para coserla.
En algunas prendas de vestir prêt-à-porter, sin embargo, el orillo se puede utilizar como un componente estructural sin necesidad de doblar el borde para evitar que se deshilache. Así se elimina un trabajo innecesario, por lo tanto la pieza se puede confeccionar más rápidamente, la prenda terminada es menos voluminosa y se puede coser a máquina en su totalidad. Esto es útil para la producción en masa de la sociedad moderna, sin embargo, es menos utilizado en la «ropa a medida» debido la tendencia del orillo a ondularse.
En la ornamentación de prendas de vestir, especialmente en plisados y volantes, el orillo puede ser un «auto-acabado», no requiere ni dobladillo ni cinta de biés para evitar el deshilachado.

## En tejidos de punto
Es relativamente reciente el uso del vocablo orillo en tejidos de  punto hecho a mano. Los bordes del tejido de punto realizado a máquina nunca se llaman orillos.
El orillo en un tejido de punto puede ser un patrón especial trabajado en los puntos primero y último o simplemente ser el borde del tejido. Los orillos más comunes son el punto «elástico» y el punto «espuma», ambos de los cuales producir un borde agradable. El punto «elástico» se realiza con un punto del derecho y otro del revés, en las pasadas impares y un punto del revés y otro del derecho en las pasadas pares. En el punto «espuma», todos los puntos son del derecho en todas las pasadas. Se pueden realizar orillos con sólo una línea de punto espuma o con una combinación de las técnicas anteriores.
El tejido de punto con orillo es más fácil de coser. También hace que sea más fácil de «sacar» puntos para tejer el cuello, un bolsillo... y es una buena base para tejer un borde de ganchillo.

## En la impresión y la filatelia

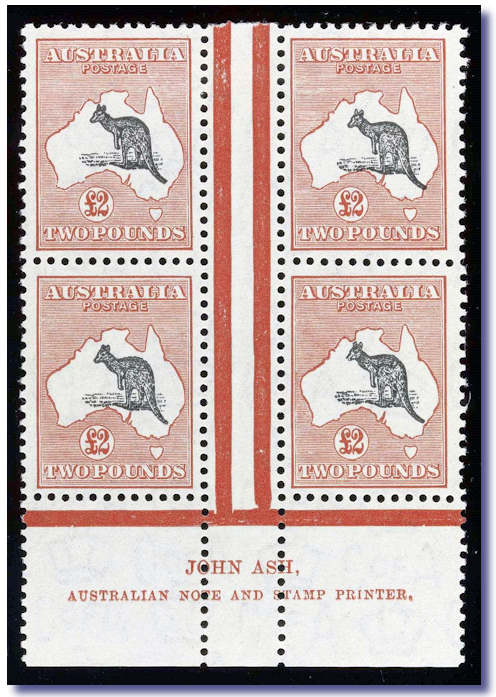
Sellos de correos australianos que muestran el orillo en la parte inferior.

El orillo en la impresión industrial se refiere a la zona de exceso de una hoja impresa o perforadas de cualquier material, tal como el área de borde blanco de una hoja de sellos o los amplios márgenes de un grabado, etc. El término también se utiliza ampliamente en filatelia.